# Tsukiji
Tsukiji (築地) est un quartier de l'arrondissement Chūō-ku à Tokyo, situé au niveau de l'embouchure du fleuve Sumida-gawa vers la baie de Tokyo.
L'endroit est fortement connu pour le célèbre marché aux poissons de Tsukiji, qui était le plus grand marché aux poissons jusqu'à sa fermeture en 2018.
Tsukiji, qui veut littéralement dire « terre-plein », est un terrain gagné sur la mer dans les années 1700, durant l'époque d'Edo. Dans la seconde moitié du XIXe siècle, il s'agit de l'une des concessions étrangères au Japon (ja).
Il y a également un quartier appelé Tsukiji dans les villes de Kōbe et d'Amagasaki dans la Préfecture de Hyōgo.